# Peter Immesberger
Peter Immesberger, född 18 april 1960 i Kindsbach, är en före detta västtysk tyngdlyftare.
Immesberger blev olympisk bronsmedaljör i 100-kilosklassen i tyngdlyftning vid sommarspelen 1988 i Seoul.